# Sophie Allen
Sophie Allen (née le 21 mars 1992 à Lincoln) est une nageuse britannique.

Elle compte deux podiums européens, le premier sur le 200 m quatre nages aux Championnats d'Europe 2012 avec la médaille d'argent et le deuxième sur la même épreuve lors des Championnats d'Europe en petit bassin 2013 avec une médaille de bronze.
Elle a participe au 200 m quatre nages des Jeux olympiques de 2012, se classant 21e.

## Palmarès

### Championnats d'Europe

#### Grand bassin
- Championnats d'Europe 2012 à Debrecen (Hongrie) :
  -  Médaille d'argent du 200 m quatre nages

#### Petit bassin
- Championnats d'Europe 2013 à Herning (Croatie) :
  -  Médaille de bronze du 100 m quatre nages